# Frank Lampard (labdarúgó, 1978)
Frank James Lampard (Romford, London, 1978. június 20. –) angol válogatott labdarúgó, középpályás, az angol Chelsea megbízott edzője.
Korábbi csapatában, a Chelsea-ben több rekordot is tart: a klub történetének legeredményesebb játékosa 203 góllal, a legtöbbször pályára lépő játékos a jelenlegi keret tagjai közül, szám szerint 606-szor öltötte magára a „londoni Kékek” mezét, valamint a legtöbb gólt szerző középpályás a Chelsea történetében. Góljai mellett a csapatnál eltöltött tizenhárom év alatt 145 gólpasszt is kiosztott. Góljainak száma a csapat örök ranglistáján az első helyet foglalja el, míg pályára lépéseinek száma a harmadik helyre elég.
2005-ben mind a FIFA Év Labdarúgója, mind az Aranylabda szavazáson második helyen végzett.
2013. május 5-én a 2012–2013-as idény utolsó előtti fordulójában, az Aston Villa elleni idegenbeli bajnoki mérkőzésen két góllal járult hozzá csapata 2-1-es sikeréhez; első góljával az addig 201 gólos Lampard beállította Bobby Tambling korábbi 202 találatot jelentő gólrekordját, második találatával pedig megszerezte 203. gólját is, amivel a Chelsea történetének legeredményesebb játékosává lépett elő. 2019-től 2021. január 25-ig a Chelsea vezetőedzője volt, majd visszatért 2023-ban megbízott edzőként.

## Pályafutása

### West Ham United
Lampard 1994-ben igazolt a West Ham fiatal csapatához, ahol édesapja volt a menedzserasszisztens. Profi szerződését 1995. július 1-jén írta alá.
1995 októberétől kölcsönben szerepelt a másodosztályú Swansea City csapatában, itt 1995. október 7-én debütált a Bradford City ellen (a meccset a Swansea nyerte 2–0-ra). Összesen kilenc bajnokin és két kupameccsen játszott a Swansea-ben, ezalatt egy gólt szerzett: első profi mérkőzésén a Brighton & Hove Albion ellen, mielőtt visszatért a West Ham-be 1996 januárjában.
A West Ham felnőttcsapatában 1996-tól játszott, január 31-én debütált a Coventry City ellen. A szezonban nem lett állandó kerettag, ráadásul március 15-én az Aston Villa ellen eltörte a jobb lábát, és ezután már a szezon végéig nem játszhatott.
Az első gólját az 1997–98-as szezonban szerezte a Barnsley ellen idegenben. Az 1998–99-es szezonban Lampard már a West Ham kezdőcsapatában állandó tagja volt, a klub 5. lett a Premiershipben. Frank akkor egy csapatban volt Rio Ferdinand-al, Michael Carrick-el, és Joe Cole-al. De miután Ferdinand –Lampard legjobb barátja a West Ham-ben– 2001-ben átigazolt a Leeds Unitedbe, és a nagybátyja, Harry Redknapp, valamint az édesapja is elment a West Ham-ből, Frank is más csapatba ment. Az Aston Villa és a Leeds United is le akarták igazolni, de ő a Chelsea-t választotta.

### Chelsea

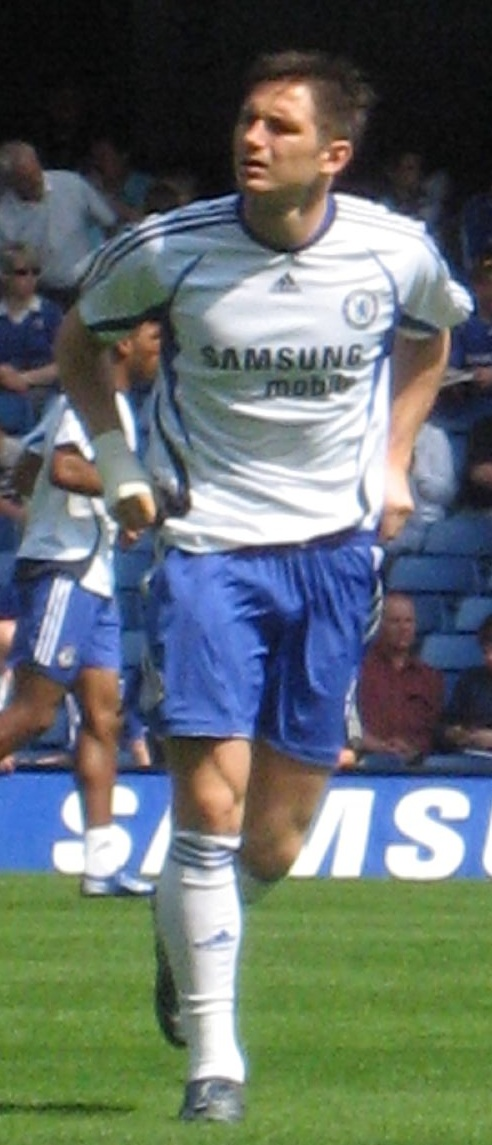
Lampard Chelsea mezben

Lampard 2001. május 15-én, 11 millió fontért igazolt a Chelsea-be. Ő volt az egyik első igazolása a Chelsea akkori menedzserének, Claudio Ranierinek. Az első két szezonban a csapat nem szerepelt túl jól, de Lampard harmadik itt töltött évében Roman Abramovics érkezésével a Chelsea nagycsapat lett, Lampard pedig a világ egyik legjobb középpályása.
2001. július 26-án debütált a Chelsea-ben, a Leyton Orient ellen egy szezon előtti barátságos mérkőzésen. Az első gólját is felkészülési meccsen szerezte a Northampton Town ellen 2001. augusztus 1-jén. A Premier League-ben egy Newcastle United elleni 1–1-es döntetlennel végződő mérkőzésen mutatkozott be 2001. augusztus 19-én. Negyedik Premiership mérkőzésén a Chelsea színeiben a Tottenham Hotspur ellen 2001. szeptember 16-án kiállították. Első szezonjában csupán egy mérkőzést hagyott ki, és összesen 7 gólt lőtt.
Lampard a következő szezonban az összes mérkőzésen játszott. Az első bajnoki mérkőzésen a Charlton Athletic ellen máris gólt szerzett, majd egy hét múlva a következő fordulóban a Southampton ellen is eredményes volt. A gólszerzést az UEFA-kupában is folytatta a Viking FK elleni visszavágón, amit a Viking nyert meg 4–2-re, és 5–4-es összesítéssel ők jutottak tovább. A szezonban Lampard összesen 8 gólt szerzett, a Chelsea pedig negyedik lett a bajnokságban, ami Bajnokok Ligája indulást jelentett.

A 2003–04-es szezonban megválasztották a Barclays Hónap Játékosának szeptemberben, majd ő lett a PFA Hónap Játékosa a szurkolók szerint októberben. Ebben az idényben összesen 20 gólt szerzett csapatának, két mérkőzésen tudott duplázni a bajnokságban. A Chelsea a Bajnokok Ligájában az elődöntőig jutott, ott az AS Monaco ellen estek ki a kiírásból. Lampard első BL szereplésekor 14 mérkőzésen játszott, és négy gólt szerzett. A bajnokságban a csapat másodikként végzett az Arsenal mögött; ez volt a legjobb eredményük az élvonalban, mióta 1955-ben bajnokságot nyertek. 

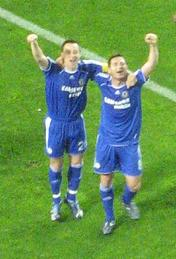
Lampard (jobbra) és csapattársa, John Terry

#### 2004–2005
A 2004-05-ös szezon volt a Chelsea és Lampard legeredményesebb szezonja. A középpályás mind a 38 Premiership mérkőzésen játszott, ezalatt 13 gólt szerzett, amivel hozzásegítette csapatát a bajnoki aranyhoz. A Bajnokok Ligájában ismét négy gólig jutott, a Chelsea a második éve végzett az elődöntőben. Az angol Ligakupában 6 mérkőzésen szerzett 2 gólt, a csapat a Liverpool ellen 3–2-re megnyerte a kupát. A Bajnokok Ligájában és a Ligakupában végzett teljesítménye alapján a korábbi brazil válogatott játékos, Carlos Alberto, és az Aranylabdás Johan Cruijff is egyaránt Európa legjobb középpályásainak egyikének nevezte. A szezon végén megnyerte az FWA Év Labdarúgója díjat.

#### 2005–2006
A következő szezonban 16 gólt szerzett a bajnokságban, kettőt a Bajnokok Ligájában (a Barcelona és az Anderlecht ellen), és további kettőt az FA-kupában. 2005 októberében, a Blackburn elleni Premier League mérkőzés után (Lampard két gólt szerzett ezen a meccsen) José Mourinho menedzser a világ legjobb játékosának nevezte.
2005 szeptemberében beválasztották a FIFPro World XI csapatába olyan játékosok mellett, mint Zinédine Zidane, Ronaldinho, vagy Paolo Maldini. Ezt a csapatot 40 ország profi játékosai állították össze. Ugyanebben az évben másodikként végzett Ronaldinho után először az Aranylabda szavazáson, majd a FIFA Év Labdarúgója szavazáson is.

#### 2006–2007
John Terry sérülése miatt a 2006-07-es szezonban több mérkőzésen is Lampard volt a csapat kapitánya. 2007 januárjában a hónap játékosa lett a szurkolók szavazatai alapján, miután nyolc mérkőzésen hét gólt szerzett.

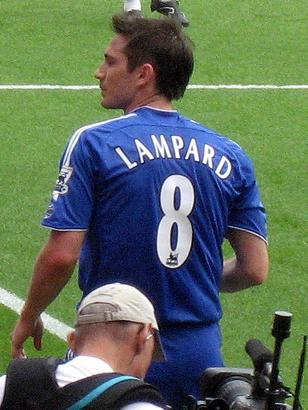
Lampard 2007-ben

Az idényben Lampard összesen 21 gólt szerzett, többek közt egy egyenlítőt a Barcelona ellen a BL-ben, a Camp Nou-ban. A labdát az alapvonalról ívelte középre, ami a kapus, Víctor Valdés feje fölött ért a hálóba. Fontos gólokat szerzett az FA Kupa negyeddöntőjében a Tottenham Hotspur ellen: a mérkőzés 3–3-as döntetlenre végződött, Lampard góljaival állt fel a Chelsea 3–1-ről. Ezért később megválasztották a negyeddöntők legjobb játékosának. Első mesterhármasát is ebben a szezonban szerezte: az FA Kupa harmadik körében a Macclesfield Town ellen 2007. január 6-án.

#### 2007–2008
A 2007–08-as szezon jól kezdődött a játékos számára, az első négy bajnoki mérkőzésen három gólt szerzett. Sérülés miatt több, mint egy hónapot hagyott ki, az augusztusi, Portsmouth elleni mérkőzés után először csak októberben lépett pályára. 2007. október 31-én mesterhármast szerzett a Ligakupában a Leicester City ellen.
Decemberben, az Aston Villa ellen combizomszakadást szenvedett, ezért 10 mérkőzést kénytelen volt kihagyni. A Liverpool ellen tért vissza 2008. február 10-én: a meccs 0–0-ra végződött a Stamford Bridge-en. 2008. február 16-án megszerezte 100-adik, és 101-edik gólját a Chelsea-ben az FA Kupa hatodik körében, a Huddersfield Town elleni 3–1-re megnyert találkozón, Salomon Kalou-nak pedig gólpasszt adott. Lampard a nyolcadik Chelsea játékos, aki 100 gólnál többet szerzett a csapatban.
Pályafutásának második piros lapját korábbi csapata, a West Ham United ellen kapta. 2008. március 12-én Lampard 4 gólt szerzett a Derby County ellen a bajnokságban. A mérkőzést a Chelsea 6–1-re nyerte meg. A Bajnokok Ligája negyeddöntőjének visszavágóján 2008. április 8-án a Fenerbahçe ellen a találkozó második gólját szerezte (az elsőt Michael Ballack), a Chelsea így 3–2-es összesítéssel jutott tovább az elődöntőbe, ahol a tavalyi évhez hasonlóan a Liverpool volt az ellenfelük.
Lampard édesanyja, Pat halála miatt kihagyta a Manchester United elleni rangadót a bajnokságban április 26-án. A Liverpool elleni Bajnokok Ligája elődöntő visszavágóján, április 30-án tért csak vissza a csapatba. A 30 perces hosszabbítás 8. percében büntetőt értékesített, ez pályafutásának legkülönlegesebb gólja. Ezután az égre mutatott, majd a szögletzászlónál letérdelt és megcsókolta a fekete gyászszalagját, így emlékezett meg édesanyjáról. A mérkőzésen részt vett az édesapja, idősebb Frank Lampard is. A Chelsea 4–3-as összesítéssel jutott tovább a döntőbe. A Manchester United elleni döntőben a 45. percben talált be, így 1–1-re hozta a mérkőzést. A trófeát végül a Manchester nyerte 6–5-re tizenegyesekkel, miután Terry a győzelmet jelentő büntető rúgásánál elcsúszott.

#### 2008–2009
A játékost sokáig az olasz Internazionale csapatával hozták szóba José Mourinho miatt, azonban rácáfolt távozására, miután 2008. augusztus 13-án újabb 5 éves szerződést írt alá a Chelsea-nél. A 2008-09-es szezon első fordulójában, 2008. augusztus 17-én a Portsmouth ellen büntetőből gólt szerzett, csapata 4–0-ra nyert. A 4. fordulóban, a Manchester City ellen is eredményes volt az 53. percben. A Bajnokok Ligája csoportkörében 2008. szeptember 16-án a Bordeaux ellen szerzett gólt hazai pályán. 2008. november 1-jén megszerezte pályafutásának századik bajnoki gólját (Chelsea, West Ham és Swansea city összesen) a Sunderland ellen hazai pályán. A mérkőzés után Luiz Felipe Scolari, a Chelsea edzője a világ legjobb középpályásának nevezte a játékost. 2009. január 17-én játszotta 400. mérkőzését a Chelsea-ben a Stoke City ellen, amikor győztes gólt is szerzett a 90. percben. Kétszer lőtt gólt a Liverpoolnak a Bajnokok Ligája negyeddöntőjének második mérkőzésén 2009. április 14-én, majd a következő mérkőzésükön két gólpasszt adott az Arsenal ellen az FA-kupában. Lampard a szezont a bajnokságban 12 góllal zárta, és megnyerte a 2009-es Év játékosa díjat a csapatnál, ezzel ő az egyetlen, aki háromszor részesült ebben az elismerésben.

#### Rekordjai
Lampard 147 gólt szerzett a Chelsea-nek. Ezzel az 5. a Chelsea történetében, viszont ő minden idők legtöbb gólt szerző középpályása a csapatban. 2006. december 17-én döntötte meg Dennis Wise 76 gólos rekordját.
2008. február 16-án ő lett a nyolcadik játékos, aki 100 gólt szerzett a Chelsea-ben, miután kétszer volt eredményes az FA-kupában a Huddersfield Town ellen.
Lampard a rekordtartó a Premiershipben az egymást követő mérkőzéseken pályára lépés szempontjából. 2001. október 13-ától 2005. december 28-áig sorozatban 164 mérkőzésen játszott. Ezzel David James rekordját döntötte meg (159 mérkőzés).
A 2005–06-os szezonban 16 gólt szerzett, ami rekord volt egy középpályásnak a Premier League-ben. Ezt a rekordot egy évvel később Cristiano Ronaldo döntötte meg.
Lampard az első Chelsea-s középpályás, aki mesterhármast szerzett mindkét angol kupában: a 2006-07-es FA-kupa harmadik körében a Macclesfield Town ellen, valamint a 2007-08-as Ligakupa negyedik körében a Leicester City ellen.

### A válogatottban
Lampard az angol U21-es válogatottban Peter Taylor U21-es szsövetségi kapitány alatt debütált 1997. november 13-án Krétán Görögország ellen. A 2000-es Európa-bajnokságon ő volt az angolok csapatkapitánya. Legutolsó mérkőzését az U21-es válogatottban 2000 júniusában játszotta idegenben Szlovákia ellen. Lampard 16 mérkőzésen lépett pályára U21-es mezben, és 8 gólt szerzett, amit csak Alan Shearer és Francis Jeffers tudott eddig felülmúlni (mindketten 13 gólosak).
A felnőtt válogatottban 1999. október 10-én mutatkozott be Belgium ellen Sunderland-ben. Legelső mérkőzésén 76 percet játszott, válogatottja 2–1-re győzött. Első gólját 2003. augusztus 20-án szerezte a Horvátország elleni barátságos mérkőzésen, amit Anglia nyert 3–1-re. A 2000-es Európa-bajnokságot és a 2002-es világbajnokságot kihagyta, első nemzetközi labdarúgótornája a 2004-es Európa-bajnokság volt. A válogatott egészen a negyeddöntőig menetelt, Lampard három gólt szerzett négy mérkőzésen (Franciaország, Horvátország és Portugália ellen), és bekerült a torna All-Star csapatába is. Paul Scholes visszavonulása után vált a Háromoroszlánosoknál állandó játékossá.
A 2006-os világbajnokságon minden angol mérkőzést végigjátszott, ennek ellenére nem szerzett gólt a tornán; 24-szer lőtt kapura. Anglia a két évvel korábbi Európa-bajnoksághoz hasonlóan a negyeddöntőben búcsúzott Portugália ellen, büntetőkkel. Az Észtország elleni 2008-as Európa-bajnoki selejtezőn 2007. október 13-án az angol szurkolók kifütyülték, miután a második félidőben csereként pályára lépett. A selejtezőkön csupán egy gólt szerzett (a Horvátország ellen 3–2-re elveszített mérkőzésen november 21-én), Anglia nem jutott ki az Európa-bajnokságra. Ezután majdnem két évig nem szerzett gólt a válogatottban. Góltalansági sorozatát 2009. március 28-án törte meg, mikor Szlovákia ellen eredményes volt, Wayne Rooney-nak pedig gólpasszt adott. Lampard gólja volt az 500. angol válogatott gól, amit a Wembley-ben szereztek. 2009. június 6-án újabb gólt szerzett, ezúttal Kazahsztán ellen egy világbajnoki selejtező mérkőzésen tizenegyesből. Négy nappal később ugyanazon a héten ismét eredményes volt egy vb-selejtezőn, Andorra ellen, akik felett 6–0-s győzelmet könyvelhettek el.

### Vezetőedzőként
2018. május 31-én a másodosztályú Derby County vezetőedzője lett.
2019. július 4-én az első osztályú Chelsea vezetőedzője lett.

## Statisztika

### Klubcsapatokban
Frissítve: 2009. május 30.
| Csapat       | Szezon  | Bajnokság[A] | Bajnokság[A] | FA-kupa | FA-kupa | Ligakupa | Ligakupa | Egyéb[B] | Egyéb[B] | Összesen | Összesen |
| Csapat       | Szezon  | Meccs        | Gól          | Meccs   | Gól     | Meccs    | Gól      | Meccs    | Gól      | Meccs    | Gól      |
| ------------ | ------- | ------------ | ------------ | ------- | ------- | -------- | -------- | -------- | -------- | -------- | -------- |
| Chelsea      | 2008–09 | 37           | 12           | 7       | 3       | 2        | 2        | 11       | 3        | 57       | 20       |
| Chelsea      | 2007–08 | 24           | 10           | 1       | 2       | 3        | 4        | 12       | 4        | 40       | 20       |
| Chelsea      | 2006–07 | 37           | 11           | 7       | 6       | 6        | 3        | 12       | 1        | 62       | 21       |
| Chelsea      | 2005–06 | 35           | 16           | 5       | 2       | 1        | 0        | 9        | 2        | 50       | 20       |
| Chelsea      | 2004–05 | 38           | 13           | 2       | 0       | 6        | 2        | 12       | 4        | 58       | 19       |
| Chelsea      | 2003–04 | 38           | 10           | 4       | 1       | 2        | 0        | 14       | 4        | 58       | 15       |
| Chelsea      | 2002–03 | 38           | 6            | 5       | 1       | 3        | 0        | 2        | 1        | 48       | 8        |
| Chelsea      | 2001–02 | 37           | 5            | 8       | 1       | 4        | 0        | 4        | 1        | 53       | 7        |
| Chelsea      | Össz.   | 284          | 83           | 39      | 16      | 27       | 11       | 76       | 20       | 426      | 130      |
| West Ham     | 2000–01 | 30           | 7            | 4       | 1       | 3        | 1        | 0        | 0        | 37       | 9        |
| West Ham     | 1999–00 | 34           | 7            | 1       | 0       | 4        | 3        | 10       | 4        | 49       | 14       |
| West Ham     | 1998–99 | 38           | 5            | 1       | 0       | 2        | 1        | 0        | 0        | 41       | 6        |
| West Ham     | 1997–98 | 31           | 4            | 6       | 1       | 5        | 4        | 0        | 0        | 42       | 9        |
| West Ham     | 1996–97 | 13           | 0            | 1       | 0       | 2        | 0        | 0        | 0        | 16       | 0        |
| West Ham     | 1995–96 | 2            | 0            | 0       | 0       | 0        | 0        | 0        | 0        | 2        | 0        |
| West Ham     | Össz.   | 148          | 23           | 13      | 2       | 16       | 9        | 10       | 4        | 187      | 39       |
| Swansea City | 1995–96 | 9            | 1            | 0       | 0       | 0        | 0        | 2        | 0        | 11       | 1        |
| Swansea City | Össz.   | 9            | 1            | 0       | 0       | 0        | 0        | 2        | 0        | 11       | 1        |
| Összesen     |         | 441          | 107          | 52      | 18      | 43       | 20       | 88       | 24       | 624      | 170      |

↑ A:  A West Ham és a Chelsea idényeiben Premier League
A Swansea City idényében másodosztály

↑ B: Intertotó-kupa, UEFA-kupa, Bajnokok Ligája, FA Community Shield

### Válogatottban
Frissítve: 2009. június 10.
| Válogatott | Év   | Barátságos mérkőzés | Barátságos mérkőzés | Tétmérkőzés | Tétmérkőzés | Összesen | Összesen |
| Válogatott | Év   | Meccsek             | Gólok               | Meccsek     | Gólok       | Meccsek  | Gólok    |
| ---------- | ---- | ------------------- | ------------------- | ----------- | ----------- | -------- | -------- |
| Anglia     | 2009 | 3                   | 1                   | 7           | 2           | 10       | 3        |
| Anglia     | 2008 | 3                   | 1                   | 3           | 1           | 6        | 2        |
| Anglia     | 2007 | 4                   | 1                   | 6           | 0           | 10       | 1        |
| Anglia     | 2006 | 4                   | 1                   | 9           | 2           | 13       | 3        |
| Anglia     | 2005 | 3                   | 0                   | 6           | 3           | 9        | 3        |
| Anglia     | 2004 | 5                   | 2                   | 7           | 3           | 12       | 5        |
| Anglia     | 2003 | 3                   | 0                   | 1           | 0           | 4        | 0        |
| Anglia     | 2002 | 5                   | 0                   | 0           | 0           | 5        | 0        |
| Anglia     | 2001 | 1                   | 0                   | 0           | 0           | 1        | 0        |
| Anglia     | 2000 | 1                   | 0                   | 0           | 0           | 1        | 0        |
| Anglia     | 1999 | 0                   | 0                   | 0           | 0           | 0        | 0        |
| Összesen   |      | 32                  | 6                   | 39          | 11          | 71       | 17       |

### Góljai a válogatottban
|     | Dátum               | Stadion                                | Ellenfél       | Gól | Eredmény   | Kiírás               |
| --- | ------------------- | -------------------------------------- | -------------- | --- | ---------- | -------------------- |
| 1.  | 2003. augusztus 20. | Portman Road, Ipswich                  | Horvátország   | 3-1 | Győzelem   | Barátságos mérk.     |
| 2.  | 2004. június 5.     | City of Manchester Stadium, Manchester | Izland         | 6-1 | Győzelem   | Barátságos mérk.     |
| 3.  | 2004. június 13.    | Estádio da Luz, Lisszabon              | Franciaország  | 1-2 | Vereség    | 2004-es Eb           |
| 4.  | 2004. június 21.    | Estádio da Luz, Lisszabon              | Horvátország   | 4-2 | Győzelem   | 2004-es Eb           |
| 5.  | 2004. június 24.    | Estádio da Luz, Lisszabon              | Portugália     | 2-2 | Vereség[A] | 2004-es Eb           |
| 6.  | 2004. szeptember 4. | Ernst Happel Stadion, Bécs             | Ausztria       | 2-2 | Döntetlen  | 2006-os vb-selejtező |
| 7.  | 2004. október 9.    | Old Trafford, Manchester               | Wales          | 2-0 | Győzelem   | 2006-os vb-selejtező |
| 8.  | 2005. március 26.   | Old Trafford, Manchester               | Észak-Írország | 4-0 | Győzelem   | 2006-os vb-selejtező |
| 9.  | 2005. október 8.    | Old Trafford, Manchester               | Ausztria       | 1-0 | Győzelem   | 2006-os vb-selejtező |
| 10. | 2005. október 12.   | Old Trafford, Manchester               | Lengyelország  | 2-1 | Győzelem   | 2006-os vb-selejtező |
| 11. | 2006. június 3.     | Old Trafford, Manchester               | Jamaica        | 6-0 | Győzelem   | Barátságos mérk.     |
| 12. | 2006. augusztus 16. | Old Trafford, Manchester               | Görögország    | 4-0 | Győzelem   | Barátságos mérk.     |
| 13. | 2007. augusztus 22. | Wembley Stadion, London                | Németország    | 1-2 | Vereség    | Barátságos mérk.     |
| 14. | 2007. november 21.  | Wembley Stadion, London                | Horvátország   | 2-3 | Vereség    | 2008-as Eb-selejtező |
| 15. | 2009. március 28.   | Wembley Stadion, London                | Szlovákia      | 4-0 | Győzelem   | Barátságos mérk.     |
| 16. | 2009. június 6.     | Központi stadion (Almati), Almati      | Kazahsztán     | 4-0 | Győzelem   | 2010-es vb-selejtező |
| 17. | 2009. június 10.    | Wembley Stadion, London                | Andorra        | 6-0 | Győzelem   | 2010-es vb-selejtező |
| 18. | 2009. szeptember 5. | Wembley Stadion, London                | Szlovénia      | 2–1 | Győzelem   | Barátságos mérk.     |
| 19. | 2009. szeptember 9. | Wembley Stadion, London                | Horvátország   | 5–1 | Győzelem   | 2010-es vb-selejtező |
| 20. | 2009. szeptember 9. | Wembley Stadion, London                | Horvátország   | 5–1 | Győzelem   | 2010-es vb-selejtező |

↑ A:  Portugália nyert 6-5-re tizenegyesekkel.

## Edzői statisztika
2023. május 28. szerint.
| Derby County        | ENG      | 2018. május 31.  | 2019. július 4.  | 57  | 24 | 17 | 16 | 42.11 |
| Chelsea             | ENG      | 2019. július 4.  | 2021. január 25. | 84  | 44 | 17 | 23 | 52.38 |
| Everton             | ENG      | 2022. január 31. | 2023. január 23. | 44  | 12 | 8  | 24 | 27,3  |
| Chelsea (megbízott) | ENG      | 2023. április 6. | napjainkig       | 11  | 1  | 2  | 8  | 9,1   |
| összesen            | összesen | összesen         | összesen         | 196 | 81 | 44 | 71 | 41.33 |

## Sikerei, díjai

### Csapatokkal
- Intertotó-kupa győztes : 1999
- Angol bajnok: 2004–05, 2005–06, 2009–10

Ezüstérmes – 2003–04, 2006–07, 2007–08
- Angol kupa-győztes: 2007, 2009, 2010, 2012,

Ezüstérmes – 2002
- Angol Ligakupa-győztes – 2005, 2007

Ezüstérmes – 2008
- Angol szuperkupa-győztes: 2005, 2009

Ezüstérmes – 2006, 2007
- Bajnokok Ligája-győztes: 2012
- Bajnokok Ligája ezüstérmes: 2008
- Európa-liga-győztes: 2013

### Egyénileg
- 2004-es Európa-bajnokság csapata – 2004
- Év játékosa Angliában a szurkolók szavazatai alapján – 2005
- Év játékosa Angliában a szakírók szavazatai alapján – 2005
- FIFA Az év labdarúgója második helyezett – 2005
- Aranylabda második helyezett – 2005
- FIFPro World XI – 2005
- PFA Premier League Év csapata – 2004, 2005, 2006
- Barclays Merit Award – 2004-05 (164 egymásutáni mérkőzésért)
- UEFA Legjobb középpályás – 2007–08
- Chelsea FC Év játékosa – 2004, 2005, 2009
- Év játékosa az angol válogatottban: 2004, 2005
- Barclay Szezon játékosa: 2004-2005, 2005-2006
- Premier League Hónap játékosa – 2003 szeptember, 2005 április, 2005 október, 2008 október
- Premier League Hírességek Csarnoka: 2021

## Személyes információk
- Tanulmányait az essexi Brentwood magániskolában végezte.
- Igazi futballistacsaládba született: édesapja az idősebb Frank Lampard a West Ham játékosa volt, nagybátyja, Harry Redknapp a Tottenham korábbi edzője, unokatestvére pedig Jamie Redknapp, a Liverpool egykori sztárja.
- Édesanyja, Pat Lampard 2008. április 24-én hunyt el tüdőgyulladásban, ami az angol zsenit borzasztóan megviselte.[33][34]
- Lampard korábbi menyasszonya a katalán Elen Rives. Luna Coco Patricia, az első gyermekük 2005. augusztus 22-én, második közös kislányuk, Isla 2007 májusában, csupán pár órával a Chelsea FA-kupa győzelme után született.[35]
- Volt menyasszonya miatt spanyolul tanult, ezért is hozták gyakran szóba a spanyol bajnoksággal, főleg a Barcelonával, de ezt sorozatosan cáfolta.

Elen katalán, s nagy Barcelona-szurkoló. Talán ebből arra következtettek, hogy szívesen élnénk ott. Nem kizárt, hogy egyszer így is lesz, de a pályafutásomat a Chelsea-ben szeretném befejezni. A West Ham neveltjeként jöttem a Stamford Bridge-re, de itt örök életemre kék lettem.
- Lampard önéletrajzi könyve 2006 júliusában jelent meg Totally Frank címmel.
- Két bordeaux-i dog kutyája van: Rocco és Daphne.
- Egy Aston Martin DB9 és egy Ferrari 612 Scaglietti tulajdonosa.